# Tropidopola nigerica
Tropidopola nigerica är en insektsart som beskrevs av Boris Petrovich Uvarov 1937. Tropidopola nigerica ingår i släktet Tropidopola och familjen gräshoppor. Inga underarter finns listade i Catalogue of Life.